# Sinoscorpius shandongensis
Sinoscorpius
Genre
Espèce
Sinoscorpius shandongensis, unique représentant du genre Sinoscorpius, est une espèce fossile de scorpions de la famille des Scorpionidae.

## Distribution
Cette espèce a été découverte dans la formation Shanwang dans le xian de Linqu au Shandong en Chine. Elle date du Miocène.

## Étymologie
Son nom d'espèce, composé de shandong et du suffixe latin -ensis, « qui vit dans, qui habite », lui a été donné en référence au lieu de sa découverte, le Shandong.

## Publication originale
- (en) Hong, « Discovery of a Miocene scorpion from the diatoms of Shanwang in Shandong Province », Bulletin of the Tianjin Institute of Geology and Mineral Resources, 1983, vol. 8, p. 17–21.